# Steuart Pincombe
Steuart Pincombe ist ein US-amerikanischer Cellist und Gambist.
Pincombe war Cellist im Springfield Symphony Orchestra und spielte elektrisches Cello in dem experimentellen Musikensemble Humours, bevor er am Oberlin Conservatory of Music modernes Cello, Barockcello und Gambe bei Darrett Adkins und Catharina Meints studierte. Er trat dann mit verschiedenen Sinfonieorchestern und als Kammermusiker u. a. mit dem Geiger Mark Peskanov, dem Bratschisten Peter Slowik, dem Pianisten Jeffrey Biegel, dem Organisten Matti Pesonen und dem Gitarristen Dušan Bogdanović auf. Im Sommer 2008 besuchte er Kurse von Jean-Guihen Queyras in Freiburg und gab Konzerte in Deutschland, Polen und Österreich.
Als Interpret neuer Musik führte er mit dem Oberlin Contemporary Music Ensemble u. a. Alfred Schnittkes Dialog für Cello und sieben Instrumente und Luciano Berios Il Ritorno degli Snovidenia für Cello und dreißig Instrumente auf, spielte Aufnahmen beim Label Centaur ein und unternahm Konzerttourneen als Mitglied des Credo Trio. Auf dem Gebiet der alten Musik arbeitete er mit dem Cellisten und Gambisten Kenneth Slowik und dem Oboisten Alex Klein, dem Ensemble Harmonious Blacksmith und dem Oberlin Baroque Ensemble zusammen und trat am Oberlin’s Baroque Performance Institute, beim Boston Early Music Festival, dem Robert Conant’s Festival of Baroque Music und der Festwoche Attersee in Seewalchen auf. Mit Christina Giuca und David Breitman spielte er auf historischen Instrumenten alle Werke für Cello und Klavier von Ludwig van Beethoven, außerdem spielte er Kompositionen für Gambe solo von Georg Philipp Telemann, Johannes Schenck und Carl Friedrich Abel.
Als Lehrer gab Pincombe technische und Meisterklassen u. a. an der Biola University, am Gordon College, der University of California, und am Westchester Conservatory und Gastvorlesungen an der Missouri State University, der Oral Roberts University und am Oberlin Conservatory of Music.

## Weblink
- Homepage von Steuart Pincombe (englisch)